# Broj 1 singlovi 2002. (Australija)
Popis broj 1 singlova u 2002. godini u Australiji prema ARIA-i. Singl godine je "Without Me" od Eminema.

## Popis
| Datum         | Izvođač                 | Skladba                      |
| ------------- | ----------------------- | ---------------------------- |
| 6. siječnja   | P!nk                    | "Get the Party Started"      |
| 13. siječnja  | Enrique Iglesias        | "Hero"                       |
| 21. siječnja  | Enrique Iglesias        | "Hero"                       |
| 28. siječnja  | Kylie Minogue           | "In Your Eyes"               |
| 3. veljače    | Shakira                 | "Whenever, Wherever"         |
| 10. veljače   | Shakira                 | "Whenever, Wherever"         |
| 17. veljače   | Shakira                 | "Whenever, Wherever"         |
| 24. veljače   | Shakira                 | "Whenever, Wherever"         |
| 3. ožujka     | Shakira                 | "Whenever, Wherever"         |
| 10. ožujka    | Shakira                 | "Whenever, Wherever"         |
| 17. ožujka    | Kasey Chambers          | "Not Pretty Enough"          |
| 24. ožujka    | Kasey Chambers          | "Not Pretty Enough"          |
| 31. ožujka    | Kasey Chambers          | "Not Pretty Enough"          |
| 7. travnja    | Kasey Chambers          | "Not Pretty Enough"          |
| 14. travnja   | DJ Ötzi                 | "Hey Baby (Uhh, Ahh)"        |
| 21. travnja   | DJ Ötzi                 | "Hey Baby (Uhh, Ahh)"        |
| 28. travnja   | DJ Ötzi                 | "Hey Baby (Uhh, Ahh)"        |
| 5. svibnja    | DJ Ötzi                 | "Hey Baby (Uhh, Ahh)"        |
| 12. svibnja   | Scott Cain              | "I'm Moving On"              |
| 19. svibnja   | Shakira                 | "Underneath Your Clothes"    |
| 26. svibnja   | Eminem                  | "Without Me"                 |
| 2. lipnja     | Eminem                  | "Without Me"                 |
| 9. lipnja     | Holly Valance           | "Kiss"                       |
| 16. lipnja    | Elvis Presley vs. JXL   | "A Little Less Conversation" |
| 23. lipnja    | Eminem                  | "Without Me"                 |
| 30. lipnja    | Elvis Presley vs. JXL   | "A Little Less Conversation" |
| 7. srpnja     | Elvis Presley vs. JXL   | "A Little Less Conversation" |
| 14. srpnja    | Eminem                  | "Without Me"                 |
| 21. srpnja    | Eminem                  | "Without Me"                 |
| 28. srpnja    | Elvis Presley vs. JXL   | "A Little Less Conversation" |
| 4. kolovoza   | Vanessa Carlton         | "A Thousand Miles"           |
| 11. kolovoza  | Vanessa Carlton         | "A Thousand Miles"           |
| 18. kolovoza  | Avril Lavigne           | "Complicated"                |
| 25. kolovoza  | Avril Lavigne           | "Complicated"                |
| 1. rujna      | Avril Lavigne           | "Complicated"                |
| 8. rujna      | Avril Lavigne           | "Complicated"                |
| 15. rujna     | Avril Lavigne           | "Complicated"                |
| 22. rujna     | Avril Lavigne           | "Complicated"                |
| 29. rujna     | Scooter                 | "The Logical Song"           |
| 6. listopada  | Scooter                 | "The Logical Song"           |
| 13. listopada | Las Ketchup             | "The Ketchup Song)"          |
| 20. listopada | Nelly ft. Kelly Rowland | "Dilemma"                    |
| 27. listopada | Nelly ft. Kelly Rowland | "Dilemma"                    |
| 3. studenog   | Nelly ft. Kelly Rowland | "Dilemma"                    |
| 10. studenog  | Nelly ft. Kelly Rowland | "Dilemma"                    |
| 17. studenog  | Las Ketchup             | "The Ketchup Song)"          |
| 24. studenog  | Las Ketchup             | "The Ketchup Song)"          |
| 1. prosinca   | Delta Goodrem           | "Born to Try"                |
| 8. prosinca   | Eminem                  | "Lose Yourself"              |
| 15. prosinca  | Eminem                  | "Lose Yourself"              |
| 22. prosinca  | Eminem                  | "Lose Yourself"              |
| 29. prosinca  | Eminem                  | "Lose Yourself"              |